# دوري أبطال أوروبا للسيدات 2017–18
دوري أبطال أوروبا للسيدات 2017–18 هو النسخة السابعة عشر من كأس الاتحاد الأوروبي للسيدات المنظمة من طرف اليويفا، والنسخة التاسعة منذ أن تمت تسميته بدوري أبطال أوروبا للسيدات.
أقيم النهائي في ملعب دينامو لوبانوفسكي في كييف عاصمة أوكرانيا يوم 24 مايو 2018 وذلك قبل يومين من نهائي الرجال الذي أقيم بملعب أولمبيسكي في نفس المدينة.
فاز ليون في النهائي أمام فولفسبورغ ليصبح أول ناد يفوز بالبطولة خمس مرات وأول ناد يفوز بها ثلاث مرات على التوالي.

## المواعيد
برمجت يويفا المنافسة كالآتي (أقيمت جميع القرعات بمقر يويفا في مدينة نيون في سويسرا).
| الدور          | تاريخ القرعة   | الذهاب                                        | الإياب                                        |
| -------------- | -------------- | --------------------------------------------- | --------------------------------------------- |
| الدور التأهيلي | 23 يونيو 2017  | 22–28 أغسطس 2017                              | 22–28 أغسطس 2017                              |
| دور ال32       | 1 سبتمبر 2017  | 4–5 أكتوبر 2017                               | 11–12 أكتوبر 2017                             |
| دور الستة عشر  | 16 أكتوبر 2017 | 8–9 نوفمبر 2017                               | 15–16 نوفمبر 2017                             |
| ربع النهائي    | 24 نوفمبر 2017 | 21–22 مارس 2018                               | 28–29 مارس 2018                               |
| نصف النهائي    | 24 نوفمبر 2017 | 21–22 أبريل 2018                              | 28–29 أبريل 2018                              |
| النهائي        | 24 نوفمبر 2017 | 24 مايو 2018 على ملعب دينامو لوبانوفسكي، كييف | 24 مايو 2018 على ملعب دينامو لوبانوفسكي، كييف |